# أليسون كروس

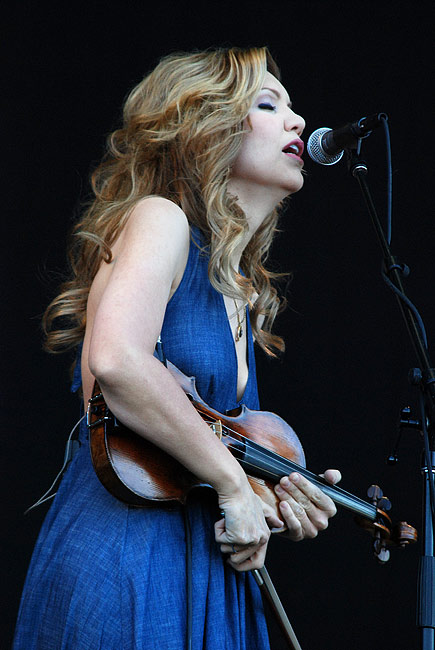
أليسون كروس

أليسون كروس (بالإنجليزية: Alison Krauss)‏ مغنية أمريكية ولدت في ديكادور, إلينوي في 23 يوليو 1971. بدأت مهنتها عندما بلغ عمرها عشر سنوات وفازت بمسابقة وسجلت ألبومها الأول عندما بلغ عمرها 14 سنة.

## روابط خارجية
- أليسون كروس على موقع IMDb (الإنجليزية)
- أليسون كروس على موقع الموسوعة البريطانية (الإنجليزية)
- أليسون كروس على موقع ميوزك برينز (الإنجليزية)
- أليسون كروس على موقع رولينغ ستون (الإنجليزية)
- أليسون كروس على موقع إن إن دي بي (الإنجليزية)
- أليسون كروس على موقع أول ميوزيك (الإنجليزية)
- أليسون كروس على موقع ديسكوغز (الإنجليزية)
- أليسون كروس على موقع قاعدة بيانات الفيلم (الإنجليزية)